# Ernst von Bernstorff

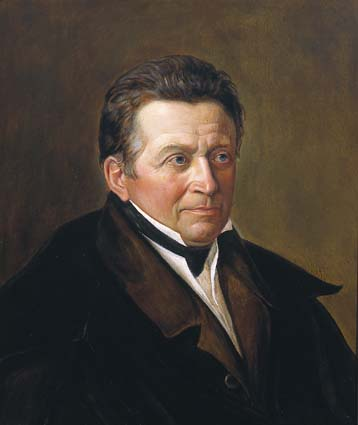
Ernst von Bernstorff, gemalt von Karl Ferdinand Sohn

Graf Ernst von Bernstorff (* 12. Juli 1768 in Gartow; † 2. Mai 1840 ebenda) war ein deutscher Legationsrat und Majoratsherr.

## Leben
Ernst von Bernstorff entstammte dem mecklenburgischen Uradelsgeschlecht der von Bernstorff mit dem gleichnamigen Stammhaus in Bernstorf südwestlich von Grevesmühlen im heutigen Landkreis Nordwestmecklenburg. Er war ein Sohn von Joachim Bechtold von Bernstorff (1734–1807) und seiner Frau Magdalene Hedwig, geb. von Lowzow. Andreas Peter von Bernstorff war sein Onkel. Sein Vater war Majoratsherr des umfangreichen, 1720 von Andreas Gottlieb von Bernstorff errichteten Familienfideikommisses, der die Güter Gartow, Wotersen und Wedendorf mit ihren jeweiligen Nebengütern und Dörfern umfasste. So gehörten zu Wedendorf auch Hundorf, das Stammhaus Bernstorf, Hanshagen und weitere Güter und Bauerndörfer, die in Summe ein 4.500 Hektar großes geschlossenes Areal östlich von Rehna bildeten.
Als nachgeborenem Sohn war für Ernst von Bernstorff lediglich eine Offizierslaufbahn vorgesehen. Mit dem Tod seines älteren Bruders Andreas Detlev als Student in Göttingen im Alter von 17 Jahren 1782 trat jedoch, wie Andreas Peter von Bernstorff an Detlev von Reventlow schrieb, ein „changement de situation fort important“ ein Ernst von Bernstorff war nun voraussichtlicher Erbe des Majorats. Er verließ das Militär, besuchte ab August 1782 das Collegium Carolinum in Braunschweig und studierte ab Oktober 1784 Rechts- und Staatswissenschaften an der Universität Göttingen.
Nach Abschluss seines Studiums trat Bernstorff in den preußischen diplomatischen Dienst. Seine erste Verwendung war in der preußischen Gesandtschaft beim Immerwährenden Reichstag in Regensburg unter Johann Eustach von Görtz. Mit Görtz gen. von Schlitz in Regensburg und seiner Familie auf Burg Schlitz verband Bernstorff eine lebenslange Freundschaft. 1795 ernannte ihn König Friedrich Wilhelm II. zum Kammerherrn. Seit 1799 war er an der Gesandschaftspepinière, der preußischen Diplomatenschule in Berlin tätig. 1800 war er kurzzeitig in London, wo er Wilhelm Friedrich Theodor von Burgsdorff kennenlernte.

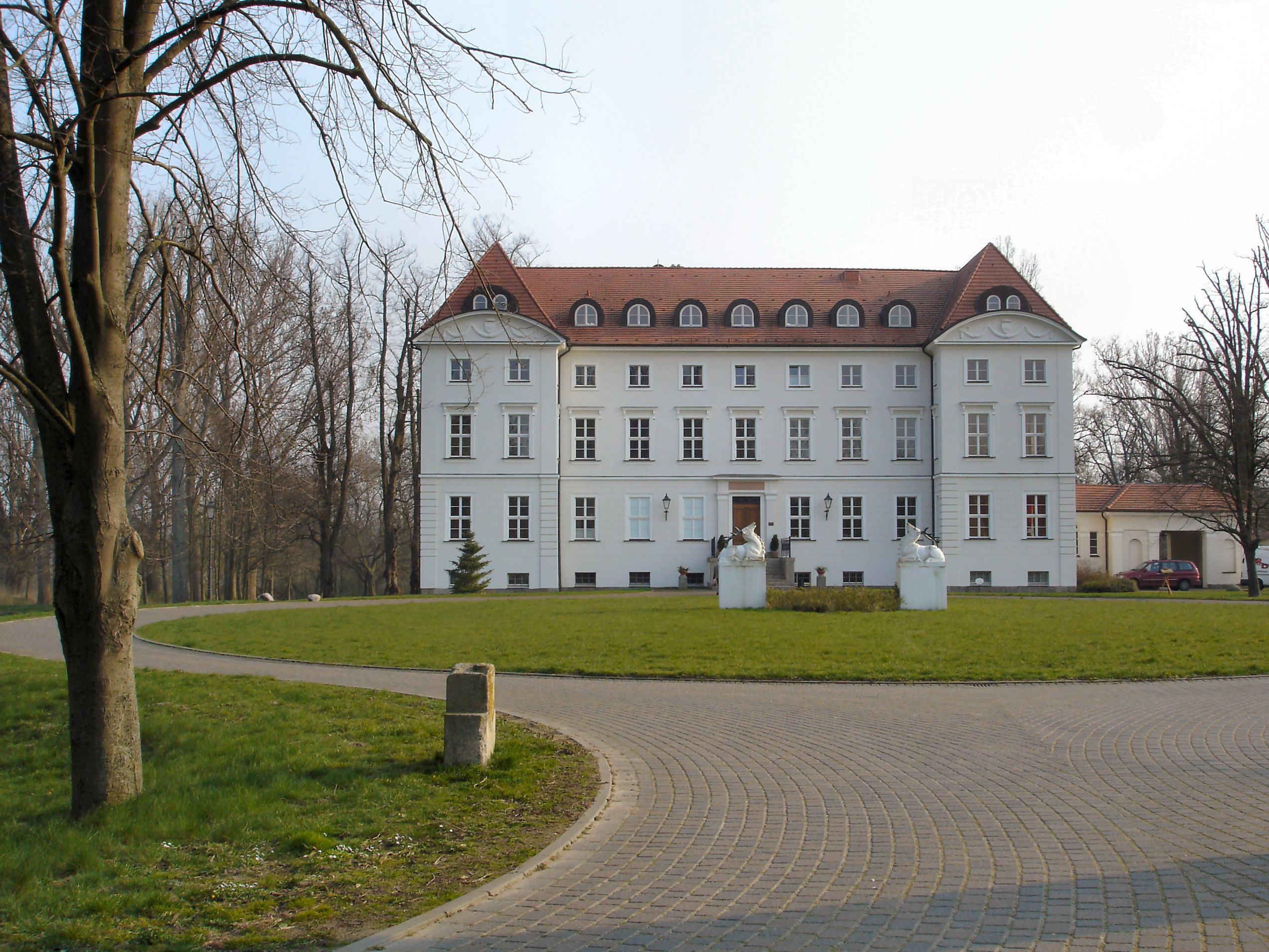
Schloss Wedendorf (2007)

1802 nahm er seinen Abschied als Legationsrat und zog nach Wedendorf, das sein Vater ihm überlassen hatte. Er behielt ein Haus in der Behrenstraße in Berlin. 1807 wurde er auch Erbe von Gartow und wohnte fortan abwechselnd in Wedendorf und Gartow, wobei er Wedendorf bevorzugte. In der Saison weilte die Familie regelmäßig in Bad Doberan und Heiligendamm. Von 1807 bis 1810 ließ er Schloss Wedendorf zu einem klassizistischen, dreigeschossigen Herrenhaus nach Plänen von Martin Friedrich Rabe umbauen. Verändert wurden die Fassadengliederung und die Raumaufteilung. Die Innenmalereien führte 1818 der italienische Kunstmaler Giuseppe Anselmo Pellicia aus.
Ernst von Bernstorff galt als schwieriger Charakter, pedantisch und mürrisch. Er führte zahlreiche Prozesse und stemmte sich noch 1818 gegen die Aufhebung der Leibeigenschaft auf seinen mecklenburgischen Gütern.
Zu den Hauslehrern auf Wedendorf zählten 1818/19 Ludwig Zander und 1825 Franz Lieber.
Ein großes Interesse hatte von Bernstorff an seiner Wedendorfer Gutsbibliothek. Hatte er 1807 bereits 2500 Bände übernommen, so waren beim Tod Bernstorffs 1840 4700 Bände vorhanden. Sie wurden 1905 katalogisiert und sind in einem Bücherverzeichnis enthalten. Ihr Verbleib ist unklar, ein Großteil kam mit dem Inventar von Wedendorf am 1. April 1931 im Berliner Auktionshaus des Westens zur Versteigerung.

## Familie

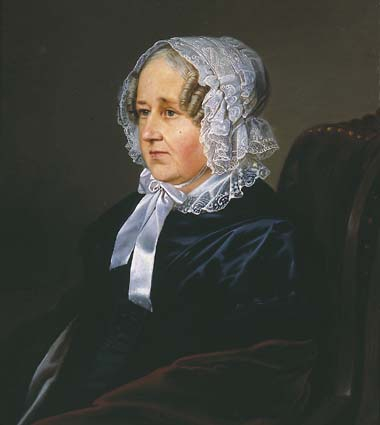
Amerika von Bernstorff (1780–1856), gemalt von Theodor Schloepke

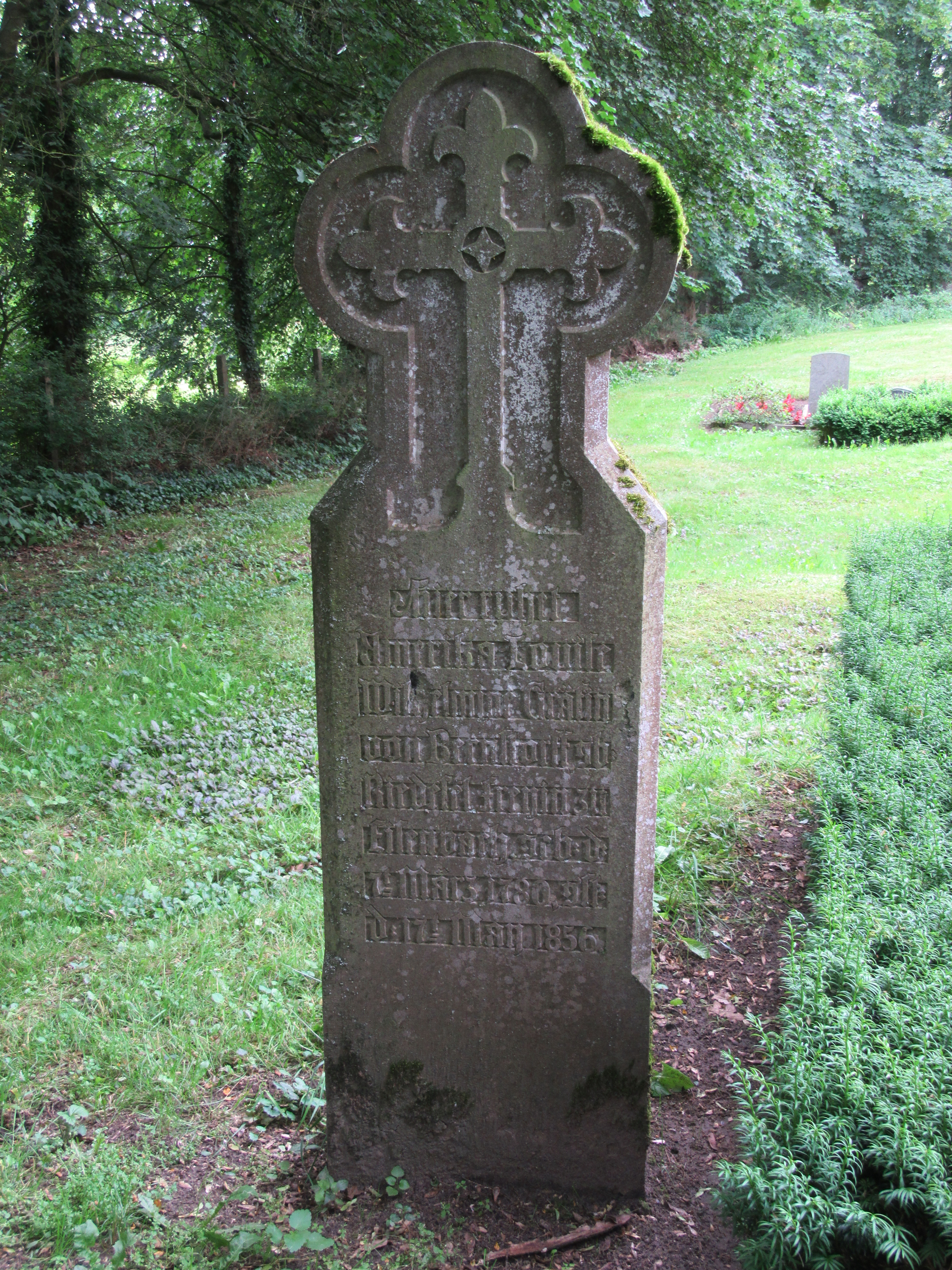
Grabstein von Amerika von Bernstorff

Am 24. Juni 1801 heiratete Ernst von Bernstorff in Berlin die in New York City geborene Freiin Amerika Louise Wilhelmine Riedesel zu Eisenbach (1780–1856), Tochter des Generals Friedrich Adolf Riedesel und seiner Frau Friedrike, geb. von Massow. Das Paar hatte vier Kinder:
- Bechtold von Bernstorff (1803–1890), Fideikommissherr auf Gartow
- Luise Friederike Hedwig (1802–1859), verheiratet mit Joachim von Brandenstein (1790–1857), preußischer Generalmajor und mecklenburgisch-schwerinischer Kammerherr
- Auguste Wilhelmine Hedwig (1805–1883), verheiratet mit dem Geheimen Regierungsrat Eduard Freiherr von Müffling genannt Weiß (1801–1887) auf Ringhofen, dem Sohn des Generalfeldmarschalls Karl von Müffling genannt Weiß; Mutter von Karl von Müffling genannt Weiß (Landrat) und Wilhelm von Müffling genannt Weiß (Landrat)
- Arthur von Bernstorff (1808–1897), Fideikommissherr auf Wedendorf, preußischer Verwaltungsbeamter und mecklenburgischer Landrat.[10]

Ernst von Bernstorff wurde in Gartow beigesetzt, seine Frau Amerika auf dem Kirchhof von Kirch Grambow, wo ihr neugotisches Grabmal erhalten ist. Der älteste Sohn Bechtold erbte Gartow, der zweite Sohn Arthur Wedendorf.